# 新堀落
新堀落（にいぼりおとし）は、埼玉県久喜市を流れる水路である。

## 概要
この新堀落は菖蒲町新堀地区の農地からの悪水を流下させるために整備された農業用排水路である。この新堀落は市内菖蒲区域を附廻堀悪水路の北方を並行するように流下しており、流域周辺からの農業排水を集めながら、ほぼ直線的に水田などの農地の中を流下している。流域周辺はほぼ全域水田などの農地となっている。新堀落という名称は流域周辺の地名「新堀（にいぼり）」に由来する。流域周辺では「新堀耕地整理」が第一部および第二部として行われた。第一部は1916年（大正5年）6月に工事許可が出され、1917年（大正6年）4月に起工し、同年6月に竣工した。第二部は1926年（大正15年）9月に工事許可が出され、同年10月に起工し、1942年（昭和17年）2月に竣工した。第一部による耕地整理面積は141町3反歩、費用は53,069円であった。第二部による耕地整理面積は19町9畝歩、費用は6,594円であった。結果として約160町歩の耕地が整理され、それに伴い整備された排水路のうちの一つが新堀落である。なお、流路の詳細に関しては下記の流路節を参照されたい。

## 流路
- 菖蒲町新堀の南部の水田地帯を東南東に向かい流下する。
- 菖蒲町新堀字久居・字中郷・字菖蒲などを東南東に向かい流下する。
- 川越栗橋線を過ぎた付近より南東へと流路を変える。
- 附廻堀悪水路の橋梁「矢足前橋」の西側付近にて、西方より流下してくる附廻堀悪水路へと至り、合流・終点となる。
- 終点：附廻堀悪水路

## 橋梁
- 城跡橋（埼玉県道12号川越栗橋線）

橋は数多くあるが、名前の付いた橋は少ない。

## 流域周辺の施設
- 観音寺
- 菖蒲城址あやめ園
- 久喜消防署菖蒲分署